# Митрофан III Константинополски
Митрофан III Константинополски (на гръцки: Μητροφάνης) e Вселенски патриарх на два пъти (1565-1572) и (1579-1580), като първия път застъпва в самия край на управлението на Сюлейман Великолепни, преди смъртта на последния. Предходно е кесарийски митрополит.
Митрофан III е син на български търговец от село Света Параскева, днес квартал Хаскьой на Истанбул. Той е първият вселенски патриарх за когото има сигурни данни, че е от български произход. Получава прякора Византиеца, като светското му име е или Михаил или Георги.
През 1546 година е ръкоположен за митрополит Кесария от личния му приятел патриарх Дионисий II Константинополски, който го изпраща до Венеция главно за набиране на средства, но Митрофан отива и до Рим и се среща с папа Павел III, който утвърждава ордена на йезуитите които по-късно издават държавната измяна на Кирил Лукарис. През 1548 година тези новина предизвика голяма загриженост в гръцкото население на Константинопол, което се надига на бунт и прави опит за убийството на Дионисий, когото държи отговорен за поведението на Митрофан. Заради мисията и поради гръцките интриги е снет като митрополит, но повече не последва, понеже явно се ползва с личната протекция и подкрепата на Сюлейман Великолепни. Митрофан се пренася през 1551 година да живее в манастира „Света Троица“ на остров Халки където се грижи за разширяването на библиотеката.
Митрофан е избран за вселенски патриарх с протекцията на влиятелния и изключително заможен магнат Михаил Кантакузин Шейтаноглу, който на практика постфактум финансира възстановяването на османския флот след загубата в битката при Лепанто. Свален е от вселенския патриаршески престол на 4 май 1572 година, защото Михаил Кантакузин Шейтаноглу прехвърля подкрепата си за младия и блестящ Йеремия Лариска. След снемането му е епископ без пасторски задължения на Лариса и Хиос и се завръща да живее в манастира „Света Троица“ на остров Халки в близост до столицата.
След опитите му да си върне вселенския трон през 1573 година е заточен в Света гора. Шест години по-късно след убийството на великия везир Мехмед паша Соколович, Йеремия губи своите поддръжници и Митрофан все пак този път успешно е възстановен на трона на 25 ноември 1579 година. Умира няколко месеца по-късно на 9 август 1580 година и е погребан в патриаршеската катедрала по това време „Света Богородица Памакаристос“.